# HD 26326
HD 26326，又名BD-16 796，SAO 149412、HR 1288，是一颗恒星，视星等为5.37，位于銀經210.32，銀緯-43.12，其B1900.0坐标为赤經4h 4m 45.4s，赤緯-16° -43.12′ 58″。